# Soudoud
Soudoud est une commune du centre-sud de la Mauritanie, située dans la région du Tagant.

## Population
Lors du Recensement général de la population et de l'habitat (RGPH) de 2000, Soudoud comptait 16 392 habitants.